# M. Shadows
M. Shadows, właśc. Matthew Charles Sanders (ur. 31 lipca 1981 w Huntington Beach) – amerykański muzyk, wokalista amerykańskiego metalcore’owego zespołu Avenged Sevenfold. 

## Życiorys
W latach młodości Sanders znany był ze złego postępowania. Wyrzucony został z dwóch różnych szkół w Huntington Beach.
Na jednym z DVD zespołu, M. Shadows wyjaśnia że otrzymał swój pseudonim kiedy uczęszczał do El Modena High School, w czasie gdy zespół dopiero zaczynał wspólnie grać. Był on najbardziej tajemniczym uczniem, stąd nazwa „Cień”. Chciał jednak również włączenia swojego imienia do pseudonimu. Matt został skrócony do „M” i od tego czasu znany jest jako M. Shadows.

## Kariera muzyczna
W kolejnych latach Shadows oraz Zacky Vengeance utworzyli zespół Avenged Sevenfold. Obydwaj byli wcześniej członkami zespołu o nazwie Successful Failure. W tym czasie zespół nagrał piosenkę „Streets”, która została jednak zapisana na pierwszy studyjny album zespołu Avenged Sevenfold – Sounding the Seventh Trumpet.

## Styl wokalny
Na debiutanckim albumie styl wokalny Sandersa cechował się wpływem heavy metalcore’u, zawierającego głównie krzyk i gardłowe warczenie. Wraz z kolejnymi albumami jego poprzedni styl wokalu skierował się w stronę czystego śpiewania, a na albumie City of Evil został on prawie całkowicie „oczyszczony” z krzyków. Odejście od poprzedniego stylu nie było spowodowane problemami zdrowotnymi, jak sugerowali niektórzy. Larry Jacobson, manager, w czasie wywiadu umieszczonego na „All Excess”, wyjaśnił, że Shadows już na długo przed powstaniem City of Evil chciał, żeby powstał album w całości śpiewany. W przeszłości Sanders śpiewał całe części piosenek w występach na żywo, co podtrzymywało teorie, że nie potrafi on już więcej krzyczeć i warczeć. Być może właśnie z powodu tych plotek wokalista zespołu zaczął znowu krzyczeć w czasie imprez na żywo tak, jak pokazane to jest np. na zapisie piosenki „Afterlife” z jednego z koncertów.
Zespołami, które miały na M. Shadowsa największy wpływ są m.in. Megadeth, Iron Maiden, Metallica, Pantera, Guns N’ Roses, Pink Floyd.

## Filmografia
| Tytuł          | Rok  | Rola        | Uwagi                                    | Źródło |
| -------------- | ---- | ----------- | ---------------------------------------- | ------ |
| „Punk Like Me” | 2006 | jako on sam | film dokumentalny, reżyseria: Zach Merck | [ 3 ]  |

## Gry wideo
| Tytuł                      | Rok  | Rola        | Uwagi                                        | Źródło |
| -------------------------- | ---- | ----------- | -------------------------------------------- | ------ |
| Call of Duty: Black Ops II | 2012 | jako on sam | rola dubbingowana, FPS, Treyarch, Activision | [ 4 ]  |

## Nagrody i wyróżnienia
| Rok  | Kategoria     | Tytułem    | Nagroda                     | Nota | Źródło |
| ---- | ------------- | ---------- | --------------------------- | ---- | ------ |
| 2011 | Best Vocalist | M. Shadows | Revolver Golden Gods Awards | Laur | [ 5 ]  |